# Die vom anderen Ufer
Die vom anderen Ufer è un film muto del 1926 diretto da Arthur Bergen.

## Produzione
Il film fu prodotto dalla casa di produzione berlinese National-Film AG.

## Distribuzione
Distribuito dalla National-Film, uscì nelle sale cinematografiche tedesche presentato a Berlino il 14 gennaio 1926 dopo aver ottenuto il visto di censura in data 5 gennaio 1926.